# Brunschwig (Cottbus)

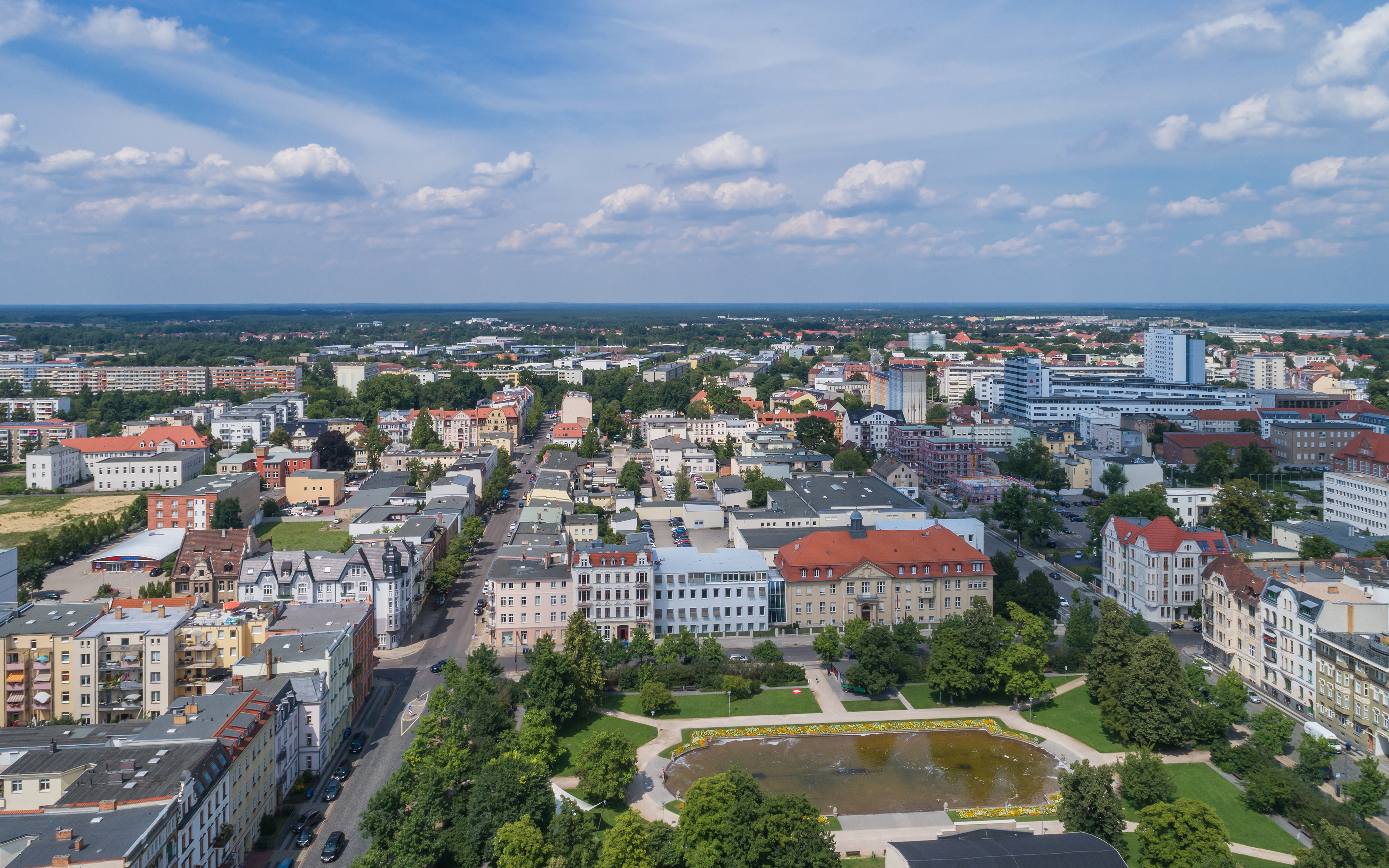
Blick über dem Schillerplatz nach Norden Richtung Brunschwig

Brunschwig, niedersorbisch Brunšwik, ist ein Wohnplatz in den Stadtteilen Mitte, Schmellwitz und Ströbitz der kreisfreien Stadt Cottbus in Brandenburg. Der Ort gliederte sich früher in die Teilorte Brunschwig am Berge (auch auf dem Berge), Brunschwig in der Gasse und Brunschwig Rittergut, die alle 1872 nach Cottbus eingemeindet wurden, sowie den Gutsbezirk Brunschwig, der am 1. Juli 1904 nach Cottbus eingegliedert wurde.

## Lage
Brunschwig liegt in der Niederlausitz, nordwestlich der Cottbuser Stadtmitte im nordöstlichen Teil des Stadtteils Ströbitz und im nordwestlichen Teil des Stadtteils Mitte. Umliegende Ortschaften sind die Windmühlensiedlung im Norden, Schmellwitz im Nordosten und Osten, Mitte im Südosten, die Spremberger Vorstadt im Süden sowie Ströbitz im Südwesten und Westen. Im Süden wird Brunschwig von der Landesstraße 49 und im Osten von der Friedrich-Ebert-Straße begrenzt.

## Geschichte
Von 1486 sind die ersten Erwähnungen der Siedlungen erhalten, im Jahr 1496 wird der Ort mit der Bezeichnung Brantczwige erwähnt. Der Ortsname beschreibt eine Marksiedlung und lässt sich von dem Personennamen Brun ableiten. Ursprünglich gehörte Brunschwig zur Herrschaft Cottbus und war somit Teil einer Exklave der Mark Brandenburg, die zunächst von Böhmen und ab 1635 vom Kurfürstentum Sachsen umgeben war. Im Jahr 1807 kam Brunschwig durch den Tilsiter Frieden zum Königreich Sachsen. Etwa um diese Zeit lebten in Brunschwig am Berge und Brunschwig in der Gasse 770 Einwohner in 155 Häusern.
Nach der auf dem Wiener Kongress beschlossenen Teilung des Königreiches Sachsen kam die Niederlausitz und somit auch Brunschwig zum Königreich Preußen und dort zur Provinz Brandenburg. Bei der Gebietsreform im Jahr 1816 wurden Brunschwig am Berge und Brunschwig in der Gasse dem Kreis Cottbus im Regierungsbezirk Frankfurt zugeordnet. Anfang der 1840er Jahre hatte Brunschwig insgesamt 1690 Einwohner in 218 Wohngebäuden, diese verteilten sich auf 1038 Einwohner in Brunschwig am Berge, 209 in Brunschwig in der Gasse und 443 in Brunschwig Rittergut. Im Jahr 1864 hatten die drei Orte zusammen 2423 Einwohner, davon 1572 in Brunschwig am Berge, 344 in Brunschwig in der Gasse und 507 in Brunschwig Rittergut. Bei der Volkszählung vom 1. Dezember 1871 hatte Brunschwig am Berge 1958, Brunschwig in der Gasse 461 und Rittergut Brunschwig 922 Einwohner, alle drei Orte wurden im folgenden Jahr nach Cottbus eingegliedert. Dadurch wurden sie aus dem Kreis Cottbus ausgegliedert. Im Gutsbezirk Brunschwig lebten 1871 zwei Familien mit insgesamt 22 Einwohnern.
Nach der Eingemeindung 1872 entstanden an der Berliner Straße und dem Berliner Platz einige vornehme Gebäude, darunter seit 1886 das Hotel Zum weißen Ross. Auf der gegenüberliegenden Straßenseite gab es das Stumpe-Nagel-Haus, in dem sich lange Jahre eine Fleischerei befand. Früher war Brunschwig überwiegend sorbischsprachig, ab dem 19. Jahrhundert ging diese Zahl allerdings zurück. Arnošt Muka zählte für seine Statistik über die sorbische Bevölkerung in der Lausitz im Jahr 1884 330 Einwohner, davon waren 100 Sorben. Am 1. Juli 1904 wurde auch der Gutsbezirk Brunschwig aufgelöst und nach Cottbus eingegliedert. Nach dem Ende des Zweiten Weltkrieges wurde der Ort Teil der Sowjetischen Besatzungszone und gehörte dort ab 1947 zum Land Brandenburg. Seit 1949 lag Brunschwig in der DDR.

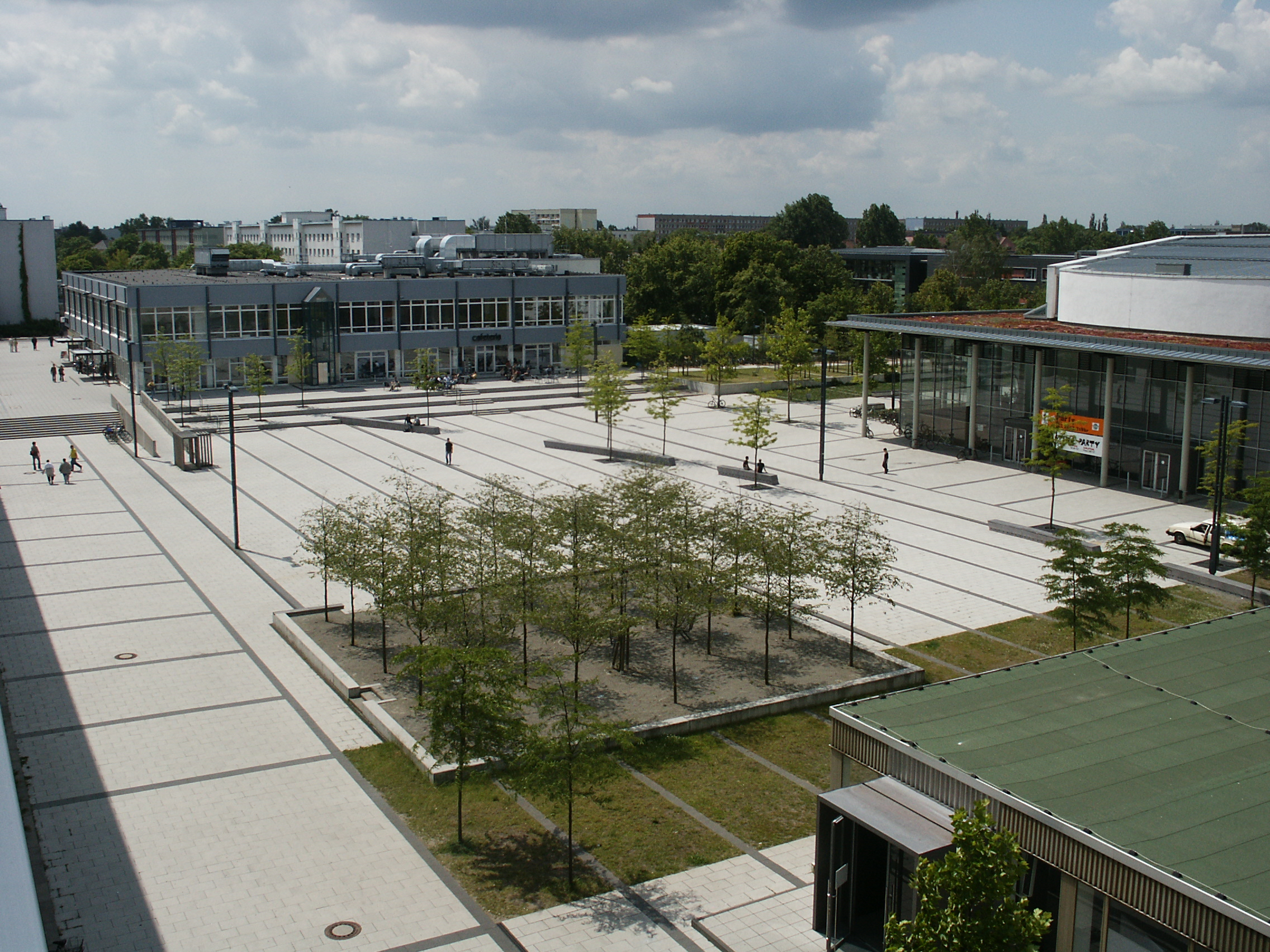
BTU-Campus im Norden von Brunschwig

Am 1. Juli 1950 verlor die Stadt Cottbus ihre Kreisfreiheit und wurde Teil des Landkreises Cottbus. Nach der Gebietsreform am 25. Juli 1952 wurde die Stadt Cottbus mit ihren Stadtteilen dem Kreis Cottbus im Bezirk Cottbus zugeteilt, seit 1954 ist Cottbus wieder kreisfrei. 1970 wurden die Gebäude in der Berliner Straße für den Bau der neuen Stadthalle und des Hotels „Lausitz“ abgerissen. Heute erinnert das „Haus Brunschwig“ an den ursprünglichen Namen dieses Areals. Seit der Wiedervereinigung gehört Cottbus wieder zu Brandenburg. Im Ortsteilverzeichnis ist Brunschwig als Wohnplatz der Stadt geführt. Seit 1991 befindet sich der Cottbuser Campus der Brandenburgischen Technischen Universität Cottbus-Senftenberg in Brunschwig.